# 클라우지우스-클라페롱 방정식
화학열역학에서, 클라우지우스-클라페롱 방정식(Clausius-Clapeyron equation)은 동일한 물질의 두 물질 상 사이의 불연속 상전이에서 압력, 가장 중요하게는 증기압과 온도의 관계를 나타내는 방정식이다. 루돌프 클라우지우스와 에밀 클라페롱의 이름을 땄다.
기후학과의 관련성은 매 1 °C(1.8 °F)씩 온도가 상승할 때마다 대기의 수분 보유 능력이 약 7% 증가한다는 것이다.

## 정의
압력 – 온도 (P – T) 다이어그램에서 두 상을 구분하는 선을 공존 곡선이라고 한다. 클라페롱 방정식은 이 곡선의 각 점에서 접선의 기울기를 알려준다.
{\displaystyle {\frac {\mathrm {d} P}{\mathrm {d} T}}={\frac {L}{T\,\Delta v}}={\frac {\Delta s}{\Delta v}},}
이 식에서 {\displaystyle \mathrm {d} P/\mathrm {d} T}는 공존 곡선에 대한 접선의 기울기, {\displaystyle L}는 비 잠열, {\displaystyle T} 온도는, {\displaystyle \Delta v}는 상전이의 특정 부피 변화이며, {\displaystyle \Delta s}는 상전이의 특정 엔트로피 변화이다. :509
{\displaystyle {\frac {\mathrm {d} P}{\mathrm {d} T}}={\frac {PL}{T^{2}R}}}
적당한 온도와 압력에 대한 잠열의 관점에서 위 식을 보다 편리한 형태로 표현한 것이다.

## 유도

일반적인 상평형 그림. 녹색 점선은 물의 변칙적 거동을 나타낸다. 클라우지우스-클라페롱 방정식은 상 경계를 따라 압력과 온도 사이의 관계를 찾는 데 사용할 수 있다.

### 상태 가정으로부터의 유도
하나의 상태를 가정하여 특정 엔트로피를 취한다. {\displaystyle s}는 균질한 물질이 가지는 특징적인 함숫값이고, {\displaystyle v}는 비부피, {\displaystyle T}는 온도이다. :508
{\displaystyle \mathrm {d} s=\left({\frac {\partial s}{\partial v}}\right)_{T}\,\mathrm {d} v+\left({\frac {\partial s}{\partial T}}\right)_{v}\,\mathrm {d} T.}
클라우지우스-클라페롱 방정식은 일정한 온도와 압력에서 상이 변화하는 동안 닫힌계의 거동을 특성화한다. :508
{\displaystyle \mathrm {d} s=\left({\frac {\partial s}{\partial v}}\right)_{T}\,\mathrm {d} v.}
적절한 맥스웰 관계식을 사용하면 위 식이 된다 :508
{\displaystyle \mathrm {d} s=\left({\frac {\partial P}{\partial T}}\right)_{v}\,\mathrm {d} v}
이때 {\displaystyle P}는 압력이다. 압력과 온도는 일정하므로 온도에 대한 압력의 미분은 변하지 않는다. :57, 62 & 671따라서 특정 엔트로피의 편도함수는 전체 도함수로 변경될 수 있다.
{\displaystyle \mathrm {d} s={\frac {\mathrm {d} P}{\mathrm {d} T}}\,\mathrm {d} v}
온도에 대한 압력의 총 미분은 다음을 얻기 위해 초기 단계 {\displaystyle \alpha }에서 최종 단계 {\displaystyle \beta }로 적분할 때 사라진다.
{\displaystyle {\frac {\mathrm {d} P}{\mathrm {d} T}}={\frac {\Delta s}{\Delta v}}}
이때 {\displaystyle \Delta s\equiv s_{\beta }-s_{\alpha }}이고 {\displaystyle \Delta v\equiv v_{\beta }-v_{\alpha }}이다. 이들은 각각 비엔트로피와 비체적의 변화를 의미한다. 상 변화가 내부적으로 가역적인 과정이고 우리 시스템이 닫혀 있다는 점을 감안할 때 열역학 제1법칙은 다음과 같다.
{\displaystyle \mathrm {d} u=\delta q+\delta w=T\;\mathrm {d} s-P\;\mathrm {d} v}
{\displaystyle u}는 시스템의 내부에너지이다. 일정한 압력과 온도(상 변화 중) 및 비엔탈피 정의 {\displaystyle h}를 얻을 수 있다.
{\displaystyle \mathrm {d} h=T\;\mathrm {d} s+v\;\mathrm {d} P}
{\displaystyle \mathrm {d} h=T\;\mathrm {d} s}
{\displaystyle \mathrm {d} s={\frac {\mathrm {d} h}{T}}}
상 변화 중 일정한 압력과 온도가 주어지면 다음과 같은 식을 얻을 수 있다 :508
{\displaystyle \Delta s={\frac {\Delta h}{T}}}
비잠열의 정의인 {\displaystyle L=\Delta h}를 이용하여 대입하면 다음과 같다.
{\displaystyle \Delta s={\frac {L}{T}}}
이 결과를 위에 주어진 압력 도함수에 대입하면({\displaystyle \mathrm {d} P/\mathrm {d} T=\Delta s/\Delta v}), 이하의 식을 얻을 수 있다 :508
{\displaystyle {\frac {\mathrm {d} P}{\mathrm {d} T}}={\frac {L}{T\,\Delta v}}.}
이 결과를 클라페롱 방정식이라고도 하며, 이는 {\displaystyle \mathrm {d} P/\mathrm {d} T} 공존 곡선의 기울기와 같다.
{\displaystyle P(T)} 기능에 {\displaystyle L/(T\,\Delta v)} 특정 잠열의 {\displaystyle L}, 온도 {\displaystyle T}, 비체적의 변화 {\displaystyle \Delta v} . 특정 값 대신에 상응하는 몰 값을 사용할 수도 있다.

### 깁스-뒤앙 관계식으로부터의 유도
두 상 {\displaystyle \alpha }와 {\displaystyle \beta }가 서로 접촉하고 평형 상태에 있다고 가정한다. 그들의 화학적 잠재력은 다음과 관련이 있다.
{\displaystyle \mu _{\alpha }=\mu _{\beta }.}
또한, 공존 곡선을 따라,
{\displaystyle \mathrm {d} \mu _{\alpha }=\mathrm {d} \mu _{\beta }.}
따라서 깁스-뒤앙 관계식을 사용할 수 있다.
{\displaystyle \mathrm {d} \mu =M(-s\,\mathrm {d} T+v\,\mathrm {d} P)}
{\displaystyle s}는 특정 엔트로피, {\displaystyle v}는 비부피이고 {\displaystyle M}는 몰 질량이다. 이 값들을 얻기 위해
{\displaystyle -(s_{\beta }-s_{\alpha })\,\mathrm {d} T+(v_{\beta }-v_{\alpha })\,\mathrm {d} P=0}
식을 재배열하면 다음과 같다.
{\displaystyle {\frac {\mathrm {d} P}{\mathrm {d} T}}={\frac {s_{\beta }-s_{\alpha }}{v_{\beta }-v_{\alpha }}}={\frac {\Delta s}{\Delta v}}}
여기서 클라페롱 방정식의 유도는 이전 섹션에서와 같이 계속된다.

### 저온에서의 이상 기체 근사
물질의 상전이가 기상과 응축상(액체 또는 고체) 사이에 있고 그 물질의 임계온도보다 훨씬 낮은 온도에서 일어날 때 {\displaystyle v_{\mathrm {c} }}는 기상의 비체적 {\displaystyle v_{\mathrm {g} }}의 응축 단계를 크게 초과한다. 따라서 대략적인 식을 다음과 같이 쓸 수 있다.
{\displaystyle \Delta v=v_{\mathrm {g} }\left(1-{\tfrac {v_{\mathrm {c} }}{v_{\mathrm {g} }}}\right)\approx v_{\mathrm {g} }}
낮은 온도에서 압력도 낮으면 기체는 이상 기체 법칙에 의해 근사될 수 있으므로 식을 다음과 같이 정리할 수 있다.
{\displaystyle v_{\mathrm {g} }={\frac {RT}{P}}}
{\displaystyle P}는 압력이며, {\displaystyle R}는 기체 상수이고, {\displaystyle T}는 온도이다. 클라페롱 방정식에 대입하면 다음과 같다.
{\displaystyle {\frac {\mathrm {d} P}{\mathrm {d} T}}={\frac {L}{T\,\Delta v}}}
이로써 클라우지우스-클라페롱 방정식을 얻을 수 있다. :509
{\displaystyle {\frac {\mathrm {d} P}{\mathrm {d} T}}={\frac {PL}{T^{2}R}}}
낮은 온도 및 압력의 경우 :509 {\displaystyle L}은 물질의 비잠열이다. 구체적이고 상응하는 몰 값 대신(즉, {\displaystyle L} = kJ/mol 이나 R = 8.31 J mol -1 K -1)사용할 수 있다.
{\displaystyle (P_{1},T_{1})} 그리고 {\displaystyle (P_{2},T_{2})}는 각각 {\displaystyle \alpha }와 {\displaystyle \beta } 두 단계 사이의 공존 곡선을 따르는 임의의 두 점이 될 수 있다.
일반적으로, {\displaystyle L}은 온도의 함수로 두 지점 사이에서 변한다. 하지만 만약 {\displaystyle L}을 상수로 근사한다면 다음과 같은 식이 된다.
{\displaystyle {\frac {\mathrm {d} P}{P}}\cong {\frac {L}{R}}{\frac {\mathrm {d} T}{T^{2}}},}
{\displaystyle \int _{P_{1}}^{P_{2}}{\frac {\mathrm {d} P}{P}}\cong {\frac {L}{R}}\int _{T_{1}}^{T_{2}}{\frac {\mathrm {d} T}{T^{2}}}}
{\displaystyle \ln P{\Big |}_{P=P_{1}}^{P_{2}}\cong -{\frac {L}{R}}\cdot \left.{\frac {1}{T}}\right|_{T=T_{1}}^{T_{2}}}
또는:672 다음과 같이 쓸 수도 있다.
{\displaystyle \ln {\frac {P_{2}}{P_{1}}}\cong -{\frac {L}{R}}\left({\frac {1}{T_{2}}}-{\frac {1}{T_{1}}}\right)}
이 마지막 방정식은 특정 부피 데이터를 요구하지 않고 평형 또는 포화 증기압 및 온도를 상 변화의 잠열과 관련시키기 때문에 사용하기에 편리하다. 예를 들어, 몰 증발 엔탈피가 40.7 kJ/mol이고 R = 8.31 J mol -1 K -1인 끓는점 근처의 물의 경우, 다음과 같은 상수값을 가진다.
{\displaystyle {P_{vap}(T)}\cong 1{\text{ bar }}\exp(-{\frac {40700{\text{ K}}}{\text{8.31}}}\left({\frac {1}{T}}-{\frac {1}{373{\text{ K}}}}\right))} .

### 클라페롱의 유도
클라페롱의 원 논문에서는 다음과 같이 유도하고 있다. 클라페롱은 수평 등압선이 있는 습증기의 카르노 과정을 고려했다. 압력은 온도만의 함수이므로 등압선도 등온선이다. 그 과정에 극소량의 물이 포함된다면, {\displaystyle \mathrm {d} x}, 그리고 온도의 극미한 차이 {\displaystyle \mathrm {d} T}, 흡수된 열량은 다음과 같이 지정된다.
{\displaystyle Q=L\,\mathrm {d} x}
수행된 작업의 양은 다음과 같다.
{\displaystyle W={\frac {\mathrm {d} p}{\mathrm {d} T}}\,\mathrm {d} T(V''-V')\,\mathrm {d} x}
{\displaystyle V''-V'}는 끓는 물의 부피와 포화 증기의 부피 사이의 부피 차이이다.
이 양의 비율은 카르노 엔진의 효율이며, {\displaystyle {\frac {1}{T}}\,\mathrm {d} T}로서 표현된다. 대입 및 재배열은 다음을 제공한다.
{\displaystyle {\frac {\mathrm {d} p}{\mathrm {d} T}}={\frac {L}{T(V''-V')}}} .

## 응용

### 화학 및 화학 공학
위에서 설명한 근사치를 사용하여 기체와 응축상 사이의 전환에 대한 식은 다음과 같이 다시 작성할 수 있다.
{\displaystyle \ln P=-{\frac {L}{R}}\left({\frac {1}{T}}\right)+c}
{\displaystyle P}는 bar 단위의 압력이며, {\displaystyle R} 특정 기체 상수 (즉, 기체 상수 R을 몰 질량으로 나눈 값), T, 절대 온도 및 {\displaystyle c} 상수이다.
액체-기체 전이의 경우, {\displaystyle L}는 기화의 비잠열 (또는 비엔탈피)이고, 고체 기체 전이의 경우, {\displaystyle L} 승화의 비잠열이다.
잠열이 알려진 경우 공존 곡선의 한 점(예: 물의 경우 1bar, 373K)에 대한 지식이 나머지 곡선을 결정한다. {\displaystyle \ln P}와 {\displaystyle 1/T}는 선형이므로 역으로 접근할 시에는 선형 회귀를 사용하여 잠열을 추정한다.

### 기상 및 기후학
대기의 수증기는 많은 중요한 기상 현상(특히 강수)을 유발하여 역학에 대한 관심을 불러일으키고 있다. 일반적인 대기 조건(표준 온도 및 압력에 가까운)에서 수증기에 대한 클라우지우스-클라페롱 방정식은 다음과 같다.
{\displaystyle {\frac {\mathrm {d} e_{s}}{\mathrm {d} T}}={\frac {L_{v}(T)e_{s}}{R_{v}T^{2}}}}
이때의 기호는 다음과 같다.
- {\displaystyle e_{s}} 포화 증기압
- {\displaystyle T} 온도
- {\displaystyle L_{v}}는 물의 증발 비열이다.
- {\displaystyle R_{v}}는 수증기의 기체상수

잠열의 온도의존성 {\displaystyle L_{v}(T)} (그리고 포화 증기압의 {\displaystyle e_{s}}) 이슬점으로 인해 무시할 수 없는 값이다. 다행히도, 아우구스트-로슈-마그누스 공식은 매우 좋은 근사값을 제공한다.
{\displaystyle e_{s}(T)=6.1094\exp \left({\frac {17.625T}{T+243.04}}\right)}
위 식에서, {\displaystyle e_{s}}는 hPa이고 {\displaystyle T}는 섭씨로 표시되지만 이 페이지의 다른 곳에서는 {\displaystyle T} 절대 온도(예: 켈빈 단위)이다. (이 속성을 때로는 마그누스 또는 마그누스-테텐스 근사라고도 한다) 그러나 물의 포화 증기압에 대한 다양한 근사 공식의 정확성에 대한 이 논의도 참조하는 것이 좋다.
일반적인 대기 조건에서 지수의 분모는 {\displaystyle T}(단위는 섭씨)에 약하게 의존한다. 따라서 아우구스트-로슈-마그누스 방정식은 포화 수증기압이 전형적인 대기 조건에서 온도에 따라 거의 기하급수적으로 변하므로 대기의 수분 보유 능력은 매 1 °C 온도가 상승할 때마다 약 7%씩 증가한다는 것을 의미한다.

## 예시
이 방정식의 용도 중 하나는 주어진 상황에서 상전이가 발생하는지 여부를 결정하는 것이다. 어떤 온도에서 얼음을 녹이는 데 얼마나 많은 압력이 필요한지에 대한 질문을 기억하라.
{\displaystyle {\Delta T}}가 0 °C인 물이 녹을 때 부피 변화가 음수라는 점에서 물은 독특한 특성을 지닌다는 것(보통 액체화 될 때에는 부피가 증가한다)을 기억하면, 다음과 같은 식을 세울 수 있다.
{\displaystyle \Delta P={\frac {L}{T\,\Delta v}}\,\Delta T}
이때의 값은 이러하다.
{\displaystyle L=3.34\times 10^{5}{\text{ J}}/{\text{kg}}} (물에 대한 융해열),
{\displaystyle T=273}K (절대 온도),
{\displaystyle \Delta v=-9.05\times 10^{-5}{\text{ m}}^{3}/{\text{kg}}} (고체에서 액체로의 비체적 변화),
이를 통해 얻을 수 있는 값은 다음과 같다.
{\displaystyle {\frac {\Delta P}{\Delta T}}=-13.5{\text{ MPa}}/{\text{K}}.}
이것이 얼마나 많은 압력인지에 대한 대략적인 예시를 들어보자. -7 °C(많은 아이스 스케이트장이 설정되는 온도)의 얼음을 녹이기 위해서는 소형 차(질량 = 1000kg) 한 대를 골무(면적 = 1cm 2)위에 올려놓는 것과 같은 압력이 필요하다.

## 2차 도함수
클라우지우스-클라페롱 방정식은 공존 곡선의 기울기를 제공하지만 곡률 또는 2차 도함수에 대한 정보는 제공하지 않는다. 1단계와 2단계의 공존 곡선의 2차 도함수는 다음과 같이 나타난다.
{\displaystyle {\begin{aligned}{\frac {\mathrm {d} ^{2}P}{\mathrm {d} T^{2}}}={\frac {1}{v_{2}-v_{1}}}\left[{\frac {c_{p2}-c_{p1}}{T}}-2(v_{2}\alpha _{2}-v_{1}\alpha _{1}){\frac {\mathrm {d} P}{\mathrm {d} T}}\right]+{}\\{\frac {1}{v_{2}-v_{1}}}\left[(v_{2}\kappa _{T2}-v_{1}\kappa _{T1})\left({\frac {\mathrm {d} P}{\mathrm {d} T}}\right)^{2}\right],\end{aligned}}}
여기서 첨자 1과 2는 서로 다른 단계를 나타내며, {\displaystyle c_{p}}는 일정한 압력에서의 비열용량, {\displaystyle \alpha =(1/v)(\mathrm {d} v/\mathrm {d} T)_{P}}는 열팽창 계수이고, {\displaystyle \kappa _{T}=-(1/v)(\mathrm {d} v/\mathrm {d} P)_{T}}는 등온 압축률이다.

## 같이 보기
- 루돌프 클라우지우스
- 상전이